# Kleistpark (metropolitana di Berlino)
La stazione di Kleistpark è una stazione della metropolitana di Berlino, sulla linea U7. Prende il nome dal Kleistpark, un parco poco distante.
È posta sotto tutela monumentale (Denkmalschutz).

## Storia
La stazione di Kleistpark fu progettata come parte del prolungamento della linea 7 dall'allora capolinea di Möckernbrücke a Fehrbelliner Platz; tale tratta venne aperta all'esercizio il 29 gennaio 1971.
Nel 2018 la stazione di Kleistpark, in considerazione della sua importanza storica e architettonica, venne posta sotto tutela monumentale (Denkmalschutz) insieme ad altre 12 stazioni rappresentative dell'architettura moderna dei decenni post-bellici.